# Rheinbahn (Дюссельдорф)

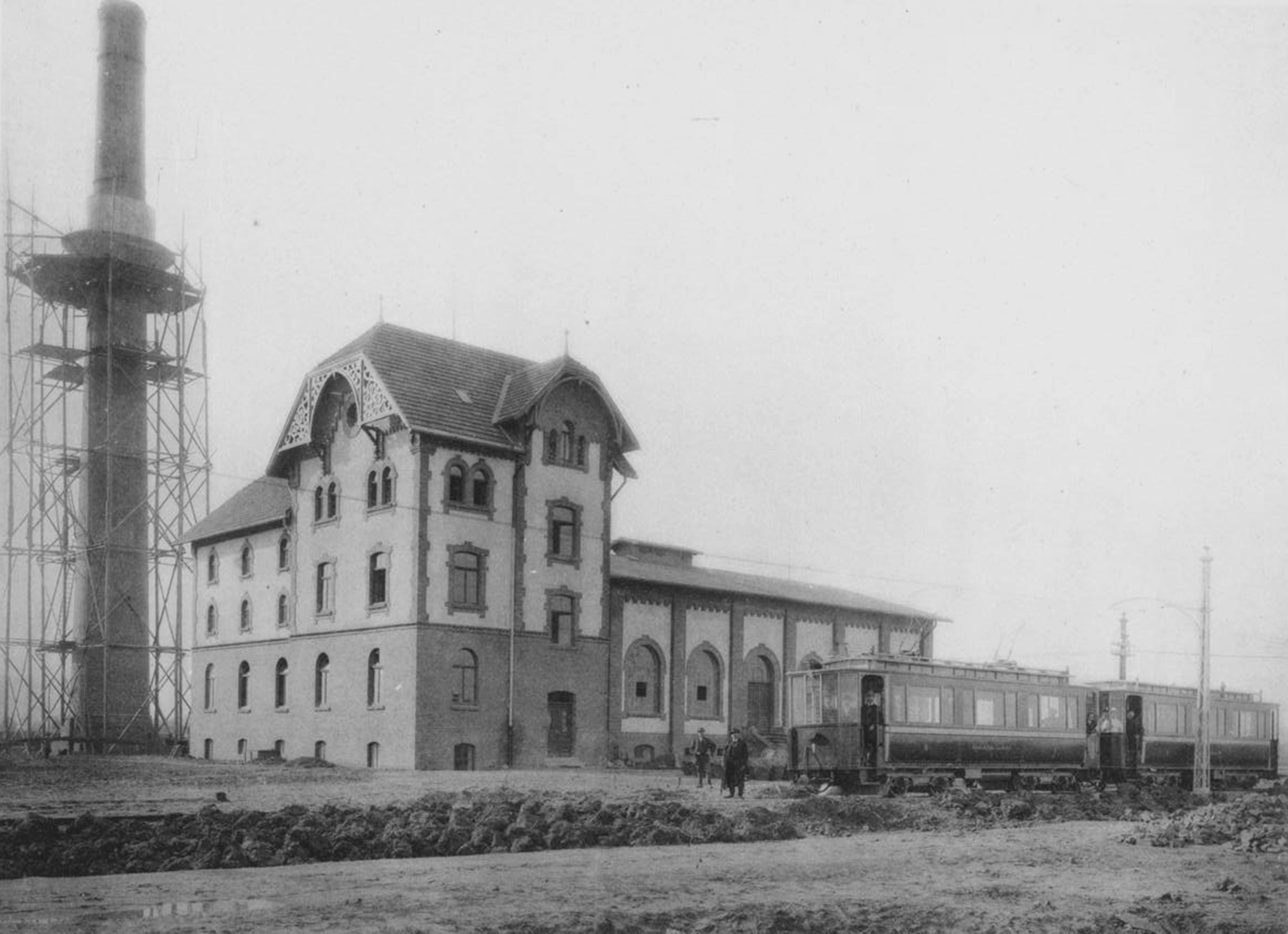
Электроподстанция для кляйнбана в Обрекаете, 1898)

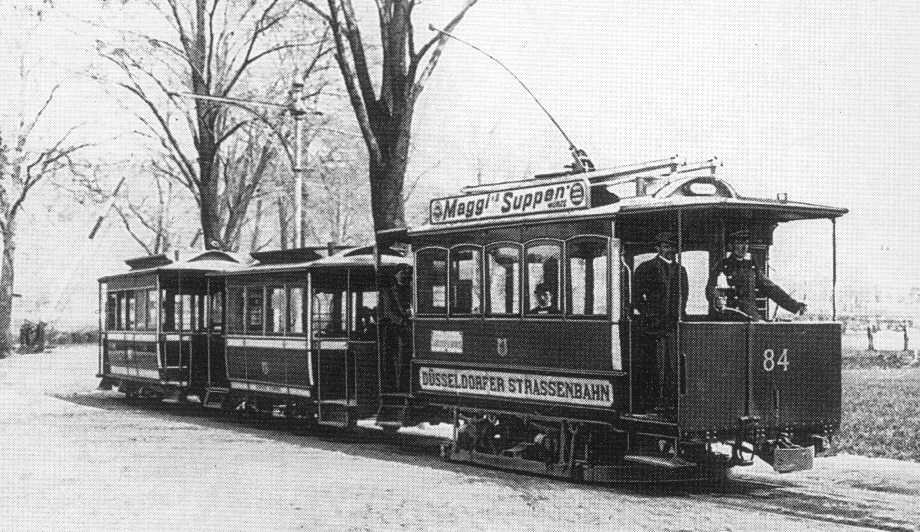
Трамваи в 1901 году

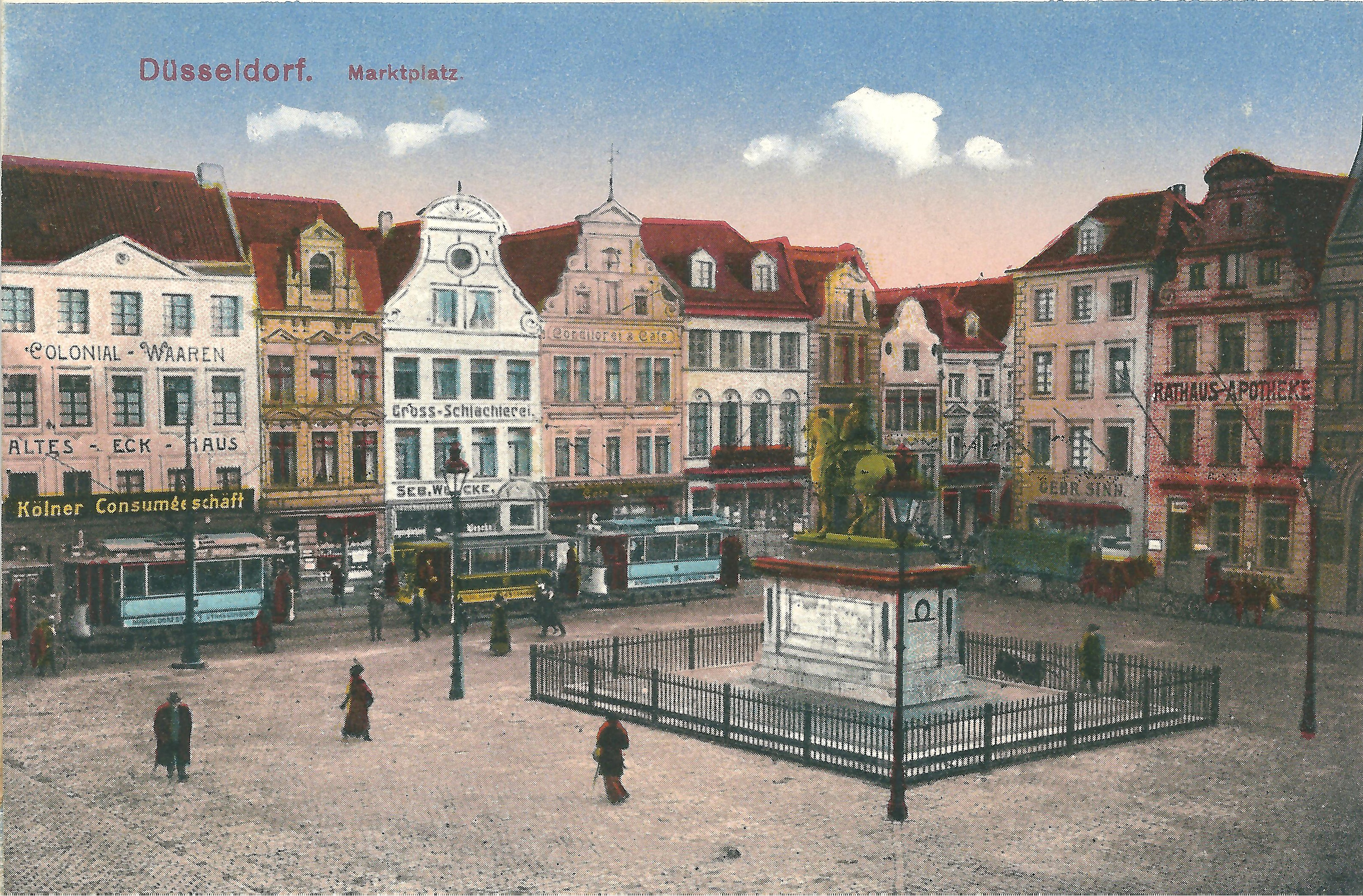
Трамваи в 1910—1914 годах

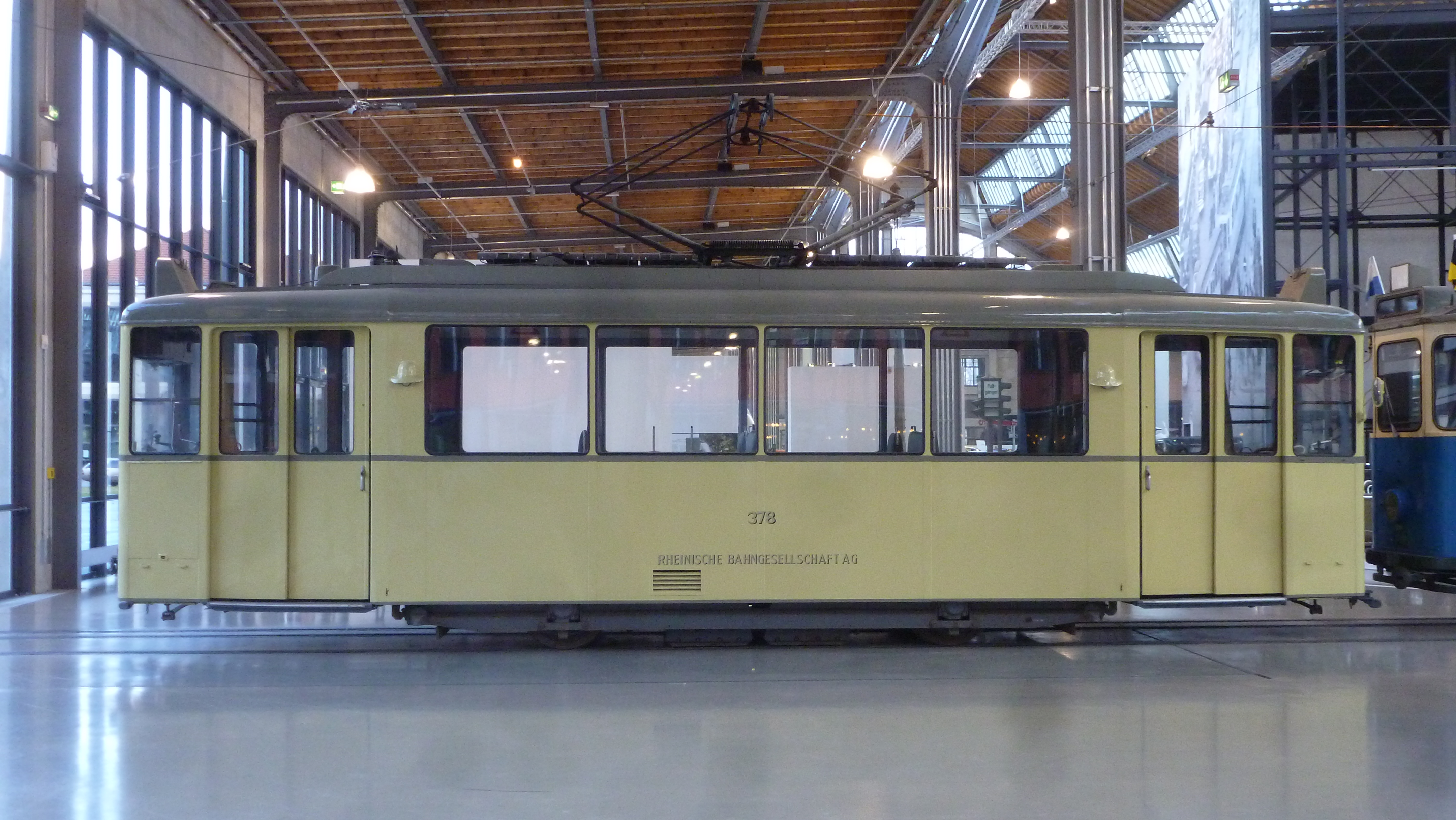
Трамвай 1950 года

Райнбан (Рейнбан) (нем. Rheinbahn AG (до 2005 года Rheinische Bahngesellschaft AG) — транспортная компания, основанная в 1896 году, со штаб-квартирой в Дюссельдорфе, которая принадлежит материнской компании VRR и является владелицей почти всех линий легкорельсового, трамвайного и автобусного общественного транспорта в городах Дюссельдорф и Мербуш также работают в значительной части района Меттман. Общая протяжённость рельсовых путей — 346 км, которые уложены до Нойса, Крефельда, Дуйсбурга и Ратингена, с одиннадцатью линиями легкорельсового транспорта и семью трамвайными линиями, частично проходящими под землей, и 114 автобусными маршрутами. 788 транспортных средств перевозят около 745 000 пассажиров каждый рабочий день между 1671 остановками в зоне обслуживания 570 квадратных километров с более чем миллионом жителей, поэтому Райнбан является пятой по величине местной транспортной компанией в Германии и крупнейшей в VRR.
Райнбан имеет свои городские знаки-логотипы, используемых на остановочных пунктах: , , .

## История

### Основание
Компания Райнбан была основана 25 марта 1896 года предпринимателями из Дюссельдорфа Генрихом Люгом (Heinrich Lueg), Францем Ханиелем младшим (Franz Haniel junior), Августом Багелем (August Bagel) и Фридрихом Фохвинкелем (Friedrich Vohwinkel). Руководство было поручено бывшему обербургомистру Золингена Фридриху Хауманну (Friedrich Haumann).
Быстрый рост рельсовой компании Райнбан был связан с динамичным развитием экономического региона Дюссельдорфа. С начала XIX века до 1870 года население Дюссельдорфа увеличилось в четыре раза. Преимущественно сельскохозяйственные земли на левом берегу Рейна предлагали пространство для дальнейшего роста города. Вот почему Люг, Ханиэль, Багель и Фохвинкель вместе с членом совета, а затем обербургомистром Дюссельдорфа Вильгельмом Марксом представили 5 февраля 1896 года предложение в городской совет Дюссельдорфа, в котором говорилось о необходимости соединения центра города на правом берегу Рейна и общин Хердта (Heerdt), Оберкасселя и Нидеркасселя (Niederkassel) на его левом берегу капитальным мостом вместо предыдущего наплавного моста и, построив железнодорожную ветку до Крефельда, связать другие города и общины на левом берегу Рейна с Дюссельдорфом. Городской совет Дюссельдорфа поддержал проект моста и рельсового пути и принял его в марте 1896 года. 26 февраля 1896 года прусское министерство торговли (Liste der preußischen Handelsminister) одобрило строительство и эксплуатацию небольшой железной дороги (кляйнбан) (Kleinbahn), а также строительство моста. Однако сам город Дюссельдорф не участвовал в финансировании этих проектов. Только по этой причине железнодорожная компания участвовала в разработке проекта (Projektentwicklung) и градостроительстве (Stadtentwicklung), купив землю (Grundstück) на левом берегу Рейна по 30 пфеннигов за м², застроив её, а затем продавая (Erschließung) как участки под застройку (Baugrundstück) по 30 марок за м². Таким образом можно было профинансировать строительство рельсового пути и моста, а строительная деятельность в период с 1906 по 1914 год привела к появлению Оберкасселя (ныне один из левобережных районов Дюссельдорфа) в его нынешней структуре и форме.
12 ноября 1898 года был открыт Оберкассельский мост, а 15 декабря того же года был введен в эксплуатацию первый в Европе электрический скоростной междугородний трамвай, соединивший города между Рейнштрассе в Крефельде и Ратингер Тор (Ratinger Tor) в Дюссельдорфе. Райнбан построил первое административное здание с электростанцией в 1898 году на Ганза-аллее. Небольшие административные офисы располагались в «Вилле Нью-Йорк» на Ратингер-штрассе (Ratinger Straße) и на Якобигассе (нынешний парк Малкастен). В 1921 году администрация компании переехала в здание бывшего универмага Хартох Ам Верхан (Hartoch Am Wehrhahn 34-36).
Захват власти национал-социалистами на Райнбане произошел точно так же, как и городской администрации, театров и школ. Гендиректора Карла Фритцена вынудили уйти в отставку. В ноябре 1933 г. житель Дюссельдорфа Отто Лидерляй (Otto Liederley) был назначен новым главой Рейнского Бангезельшафта (Rheinische Bahngesellschaft). В соответствии с так называемыми Нюрнбергскими расовыми законами с 1937 года все работники Райнбана должны были предоставить доказательства своего арийского статуса. В конце 1937 года лояльный рейху военный лётчик капитан Рудольф Бибер (Rudolf Bieber) стал генеральным директором Райнбана.

### 1950—1960 годы
В 1950-х годах количество перевезенных пассажиров значительно сократилось из-за увеличения количества личного транспорта. Однако, в отличие от многих других городов, трамвайная сеть не была ликвидирована. Райнбан отреагировал сокращением численности персонала в целом и закрытием линий усиления (Verstärker), введенных в эксплуатацию между 1935 и 1938 годами, увеличением такта движения в течение дня с 10 до 12 минут и в целом сокращением сети маршрутов.

### Паромные переправы до 1993 года
Райнбан занимался паромной деятельностью с 1898 года, но особую значимость эта работа приобрела значение после окончания войны в 1945 году. Паромы заменили разрушенные мостыразрушенные мосты. Эта транспортная деятельность, которая осуществлялась на средства города, была остановлена в 1993 году, потому что город больше не был в состоянии нести миллионные расходы. Четыре паромных корабля были проданы компании Küffner (Weisse Flotte Düsseldorf), которая также взяла на себя с Райнбана персонал и ответственность за перевозки и без субсидий продолжила паромное сообщение с Кайзерсвертом до 2012 года.

### Региональный трафик
Благодаря своему участию в «trans regio Deutsche Regionalbahn GmbH» (trans regio), Райнбан в течение некоторого времени также активно участвовал в региональном транспортном бизнесе. Однако 30 июня 2011 года Наблюдательный совет принял решение продать долю в Транс Регио в размере 24,9 % EuRailCo GmbH, дочерней компании французской компании Transdev. Согласно собственному заявлению, Райнбан пошла на этот шаг, чтобы соответствовать рамкам нового постановления ЕС № 1370/2007 (Verordnung (EG) Nr. 1370/2007). В рамках данного регламента деятельность за пределами классической зоны обслуживания не предусмотрена.

### Изменение расписания 2016
Самое большое изменение расписания в истории Райнбана произошло 21 февраля 2016 года. Основная причина заключалась в вводе в эксплуатацию линии Верхана (Wehrhahn-Linie) с новыми линиями легкорельсового транспорта U71, U72, U73 и U83. В этом контексте трамвайная сеть города (Straßenbahn Düsseldorf) была почти полностью реорганизована, поскольку из старых трамвайных линий сохранилась только линия 709. Линии 703, 712, 713 и 719 были полностью закрыты или заменены новыми линиями легкорельсового транспорта. Новая линия 705, которая проходит по Берлинской аллее (Berliner Allee), заменила линию 715. Маршрут всех остальных трамвайных линий, кроме линии 709 и автобусных линий 723, 725, 732 и 736, также был изменён. Запланированный одновременный ввод в эксплуатацию новой трамвайной линии между железнодорожной пассажирской платформой Рат (Bahnhof Düsseldorf-Rath) и спортивным дворцом (ISS Dome) и связанного с ним расширения линии 701 был отложен почти на два года и состоялся только 7 января 2018 г..

## Юбилей
25 марта 2021 года компания Райнбан отмечает юбилей: 125 лет со дня своего основания (25 марта 1896 года).